# Ludwig Siegfried Meinardus
Ludwig Siegfried Meinardus, född den 17 september 1827 i storhertigdömet Oldenburg, död den 10 juli 1896 i Bielefeld, var en tysk musiker.
Meinardus studerade vid konservatoriet i Leipzig samt för Riccius, Liszt och Marx, dirigerade 1853-65 sångakademien i Glogau, blev 1865 lärare vid konservatoriet i Dresden, flyttade 1874 till Hamburg som kompositör och musikrecensent och blev 1887 organist i Bielefeld. 
Bland hans många kompositioner kan nämnas oratorier (Simon Petrus, Luther in Worms med flera), körballader (Rolands Schwanenlied, Die Nonne med flera), mässånger, violin- och pianosaker, stråkkvartetter och annan kammarmusik, symfonier. 
Som skriftställare utgav han Kulturgeschichtliche Briefe über deutsche Tonkunst (1873), Ein Jugendleben (1874), Mattheson und seine Verdienste um die deutsche Tonkunst (1879), Mozart, ein Künstlerleben (1883, en för sin tid förträffligt populariserad framställning av Mozarts liv och egenheter) och Die deutsche Tonkunst im 18.-19. Jahrhundert (1887).